# 佩蘭數列
在數學上，佩蘭數列是一個整數數列，由起始數值{\displaystyle P_{0}=3;P_{1}=0;P_{2}=2}和遞歸關係{\displaystyle P_{n}=P_{n-2}+P_{n-3}}定義。
首數個值為3, 0, 2, 3, 2, 5, 5, 7, 10, 12, 17, 22, 29, 39, ... （OEIS:A001608）
佩蘭數列的遞歸關係和巴都萬數列一模一樣，只是起始值不同而已。

## 佩蘭偽質數
考慮數列中{\displaystyle n|P_{n}}的數，有1, 2, 3, 5, 7, 11, 13, ...除掉1外，這些數都是質數。
已經證明了對於所有質數，{\displaystyle p|P_{p}}。但其逆定理並不成立，這樣的合成數稱為佩蘭偽質數，最小的一個是{\displaystyle 271441=521^{2}}。（OEIS:A013998）

## 歷史
此數列早於1878年就被愛德華·盧卡斯研究（American Journal of Mathematics, vol 1, page 230ff）。1899年R. Perrin（L'Intermediaire Des Mathematiciens）又再研究。對此數列較詳盡的研究是Dan Shanks及Bill Adams在1982年發表的論文（Mathematics of Computation, vol 39, n. 159）。

## 生成函數
佩蘭數列的生成函數為：
{\displaystyle G(P(n);x)={\frac {3-x^{2}}{1-x^{2}-x^{3}}}.}

## 矩陣形式
{\displaystyle {\begin{pmatrix}0&1&1\\1&0&0\\0&1&0\end{pmatrix}}^{n}*{\begin{pmatrix}3\\0\\2\end{pmatrix}}={\begin{pmatrix}P\left(n+2\right)&P\left(n+1\right)&P\left(n\right)\end{pmatrix}}}

## 估計值
和巴都萬數列一樣，佩蘭數列的一般形式也和方程{\displaystyle x^{3}-x-1=0}的三個根有關：實根{\displaystyle p}（即銀數）和兩個複數根{\displaystyle q}、{\displaystyle r}。
{\displaystyle P_{n}=p^{n}+q^{n}+r^{n}}。
因為{\displaystyle q}、{\displaystyle r}的絕對值少於1，在{\displaystyle n}很大的時候會很接近0，可以忽略：{\displaystyle P_{n}\approx p^{n}}。顯然易見兩個連續佩蘭數之比會以銀數為極限，即約1.324718。